# Jude (outils UML)
Pour les articles homonymes, voir Jude.
Anciennement appelé Jude, Astah est un outil de modélisation UML créé par la compagnie japonaise  ChangeVision. Il fonctionne avec l'environnement d'exécution Java. Le nom vient de l'acronyme Java and UML developers' environment. 
Astah est un logiciel propriétaire qui était distribué gratuitement en version "community". Le logiciel est maintenant soumis à une période d'essai puis à l'obligation d'acheter une licence d'utilisation.
Une fonctionnalité notable du logiciel est l'exportation en Java du modèle UML créé.
Astah supporte officiellement les systèmes Windows, mais peut aussi fonctionner sous Linux et MacOS.